# Cystidia indrasana
Cystidia indrasana är en fjärilsart som beskrevs av John Henry Leech 1897. Cystidia indrasana ingår i släktet Cystidia och familjen mätare. Inga underarter finns listade i Catalogue of Life.